# Annay, Pas-de-Calais
Annay (Annay-sous-Lens) là một xã ở tỉnh Pas-de-Calais trong vùng Hauts-de-France.

## Dân số
| 1962                                                | 1968 | 1975 | 1982 | 1990 | 1999 | 2005 |
| --------------------------------------------------- | ---- | ---- | ---- | ---- | ---- | ---- |
| 5064                                                | 5236 | 5139 | 4862 | 5132 | 4718 | 4750 |
| Số liệu điều tra từ năm 1962, dân số chỉ tính 1 lần |      |      |      |      |      |      |